# Список керівників держав 157 року
В даній статті представлені керівники державних утворень. Також фрагментарно зазначені керівники нижчих рівнів. З огляду на неможливість точнішого датування певні роки владарювання наведені приблизно.
Список керівників держав 157 року — це перелік правителів країн світу 157 року.
Список керівників держав 156 року — 157 рік — Список керівників держав 158 року — Список керівників держав за роками

## Європа
- Боспорська держава — цар Реметалк I Євпатор (153/154-174)
- Ірландія — верховний король Конн Сто Битв (123-157); Конайре Коем (157-165)
- Римська імперія
  - імператор Антонін Пій (138-161)
    - консул Марк Веттулен Цивіка Барбар (157)
    - консул Марк Метілій Аквілій Регул (157)
      - Британія — Гней Юлій Вер (154-158)
      - Верхня Германія — Луцій Дазумій Туллій Туск (155-158)
      - Дакія — Марк Стацій Пріск Ліциній Італік (156-158)
      - Далмація — Тит Пріферній Пает Розіан Гемін (153-156)
      - Верхня Мезія — Тіт Помпоній Прокул Вітразій Полліон (156-159)
      - Нижня Мезія — Гай Куртій Юст (157-159)
      - Нижня Паннонія — Марк Яллій Басс (156-159)
      - Реція — Тит Варій Клеменс (157)

## Азія
- Аракан (династія Сур'я) — раджа Сана Сур'я (146-198)
- Близький Схід
  - Бану Джурам (Мекка) — шейх Аль-Харіс (150-160)
  - Велика Вірменія — цар Вагарш I Сохемос (144-161)
  - Хим'яр — цар Дхамаалі Юхабірр I (145-160)
- Іберійське царство — цар Фарасман III (135-185)
- Індія
  - Кушанська імперія — великий імператор Хувішка I (140-183)
  - Царство Сатаваханів — магараджа Вашиштіпутра Пулумайї (136-158/164)
- Китай
  - Династія Хань — імператор Лю Чжи (146-168)
    - шаньюй південних хунну Їлінжоші Чжуцю (147—172)
- Корея
  - Когурьо — тхеван (король) Чхатхе (146-165)
  - Пекче — король Керу (128-166)
  - Сілла — ісагим (король) Адалла (154-184)
  - Осроена — Ма'ну VIII (139-163)
- Персія
  - Парфія — шах Вологез III (148-192)
- Сипау (Онг Паун) — Сау Кам К'яу (127-207?)
- Харакена — цар Орабаз II (150/151-165)
- плем'я Хунну — шаньюй Цзюйцзюйр (147-172)
- Японія — тенно (імператор) Сейму (131-191)
  - Азія — Луцій Статій Квадрат (156-157); Тит Статілій Максим (157-158)
  - Каппадокія — Марк Седацій Северіан (157-161)
  - Сирія — Марк Кассій Аполлінар (154-157); Луцій Аттидій Корнеліан (157-162)

## Африка
- Царство Куш — цар Адекеталі Такідеамані (146-165)
  - Африка — Луцій Гедій Руф Лолліан Авіт (157-158/159)
  - Єгипет — Марк Семпроній Ліберал (154-159)